# デシーヌ＝シャルピュー
デシーヌ＝シャルピュー （Décines-Charpieu）は、フランス、オーヴェルニュ＝ローヌ＝アルプ地域圏、メトロポール・ド・リヨンのコミューン。

## 地理
リヨン東部、グラン＝ラルジュ貯水池沿いにある。リヨン中心部から12km離れている。デシーヌ＝シャルピューはしばしばDécinesと省略される。

## 交通
- 道路 - リヨンへ通じる東バイパスが通る。東西に伸びるジャン・ジョレス大通りは、市の中心である。
- 鉄道 - 以前はリヨン東部鉄道とリヨン・トラムが運営されていた。現在リヨン交通局が運営を行っている。

## 歴史
19世紀終わり、デシーヌ＝シャルピューは産業革命の片隅にある小さな農村集落だった。1876年、1047人の住民がおり、その労働力の60%が農地で働いていた。地域経済は園芸作物中心となっており、デシーヌの将来はリヨンの中流階級の住宅地であろうとみなされていた。
しかし、1881年に鉄道が到来し、1895年にジョナージュ運河が完成した。この運河に架かる一本の橋によってコミューンは分断されていた。これが新たな生命をコミューンにもたらした。この地に遠方から働きにやってくる労働者が移住してきた。変化によって新たな機関が設置された。消防署や郵便局である。
20世紀初頭、産業はリヨンから拡大して東進し、デシーヌに達した。1922年から1925年、レーヨンを製造するソシエテ・リヨネーズ・ド・ソワ・アルティフィシェル社がデシーヌに移転してきた。ソシエテ・リヨネーズはこの地に大規模な工場を建設した。1921年から1931年、デシーヌ人口は19世紀終わりの3倍に達した。この人口急増は、伝統的なデシーヌのコミュニティー、丘、古い村の中心とは異なる空白部分で発生した。人口増の原因は移民の流入であった。アルメニア人大虐殺を逃れた生存者たち、白系ロシア人、ファシズムから逃れたポーランド人とイタリア人たちが主であった。その後この人口増は、フランコ政権から逃れてきたスペイン共和派たちも含むようになった。
町の新たな軸はジャン・ジョレス大通りだった。1930年代の経済危機は人口増と町の成長を停止させた。
1968年、デシーヌはイゼール県からローヌ県に変わり、リヨン都市共同体に加わった。

## 人口統計
| 1962年 | 1968年 | 1975年 | 1982年 | 1990年 | 1999年 | 2006年 |
| ------ | ------ | ------ | ------ | ------ | ------ | ------ |
| 10931  | 15297  | 20031  | 22832  | 24564  | 24193  | 24100  |

Sources : CassiniとInsee

## スポーツ
- パルク・オリンピック・リヨン - リヨンに本拠地を置くサッカークラブ、オリンピック・リヨンのホームスタジアム

## 出身者
- アブデルカデル・ゲザル：サッカー選手
- ラシド・ゲザル：サッカー選手(アブデル・カデルの弟)
- アブデルカデル・オウェスラティ：サッカー選手

## 姉妹都市
- ステパナヴァン、アルメニア
- モンスンマーノ・テルメ、イタリア